# ロバータ・マケイン
ロバータ・ライト・マケイン（英語: Roberta Wright McCain, 1912年2月7日 - 2020年10月12日）は、アメリカ合衆国の慈善活動家。アメリカ海軍の軍人であったジョン・S・マケイン・ジュニアの妻、アメリカ合衆国議会議員などを務めたジョン・マケイン3世らの母。

## 来歴
1912年2月7日、ロサンゼルスの石油試掘者であった父アーチボルド・ライト（Archibald Wright）と、母マートル・メイ・フレッチャー（Myrtle Mae Fletcher）との間に一卵性双生児の姉妹としてロウェナ（Rowena）とともにオクラホマ州マスコギーで誕生した。ロバータの父は石油産業で成功すると主夫となり、絶えず家族旅行できるほどの裕福な家庭で育った。
南カリフォルニア大学在学時の1933年、当時アメリカ海軍の軍人として戦艦オクラホマに所属していたジョン・S・マケイン・ジュニアとメキシコのバハ・カリフォルニア州ティフアナで駆け落ちし、結婚した。
1952年には義父であるジョン・S・マケイン・シニアに因んで名付けられた駆逐艦ジョン・S・マケインのシップ・スポンサーとなった。
2007年と2008年には高齢にもかかわらず、息子のジョンのアメリカ合衆国大統領選挙に向けた支援を行った。
2018年8月に息子のジョンに先立たれた際には、追悼式典に参列し終始気丈に振る舞う様子が報道された。
2019年11月には、娘ジーンにも先立たれた。
2020年2月7日には108歳の誕生日を迎えたが、その4週間前には肺炎で3日間入院していたという。同年10月12日死去。

## 人物
- アメリカ海軍婦人会で精力的に活動を行っていた。1971年のクリスマスには、1,000米ドル(当時)と14箱の衣類をベトナムの真珠湾地域の海軍婦人会に代わってサイゴンにある諮問委員会に向けて送った。
- マケイン家は米国聖公会の信徒であり、家族にとって信仰が重要であると発言したことがある[8]。
- ロバータだけでなく家族も比較的長寿であり、父は97歳、母は87歳、双子の姉(または妹)は99歳まで生きている。

## 家族
- 父 : アーチボルド・ライト（Archibald Wright 1874年 - 1971年） - 石油試掘者
- 母 : マートル・メイ・フレッチャー（Myrtle Mae Fletcher 1885年 - 1972年）
- 姉(もしくは妹) : ロウェナ・マケイン（Rowena McCain 1912年 - 2011年）
- 義父 : ジョン・S・マケイン・シニア（1884年 - 1945年） - 海軍大将
- 夫：ジョン・S・マケイン・ジュニア（1911年 - 1981年） - 海軍大将
- 長女 : ジーン・アレクサンドラ（サンディ）・マケイン・モーガン（Jean Alexandra “Sandy” McCain Morgan 1934年 - 2019年） - 微生物学者[9]
  - 長女の夫 : ヘンリー・S・モーガン（Henry S. Morgan 1924年 - 2011年） - 海軍軍人[9]
- 長男 : ジョン・マケイン3世（1936年 - 2018年） - アメリカ合衆国議会議員（上院・下院）、上院軍事委員会委員長などを歴任。
  - 長男の妻：キャロル・シェップ（Carol Shepp McCain 1937年 - ） - 元モデル
    - 孫：シドニー・マケイン（Sidney McCain 1966年 - ） - 音楽業界に勤務。
    - 長男の養子：ダグラス（ダグ）・マケイン - （Douglas“Doug” McCain 1959年 - ） - キャロルの連れ子（長男）。商業航空会社のパイロット
    - 長男の養子：アンドリュー（アンディ）・マケイン （Andrew“Andy” McCain 1962年 - ） - キャロルの連れ子（次男）。ヘンスリー&カンパニーの副社長

  - 長男の後妻：シンディ・ヘンスリー・マケイン（1954年 - ） - 大手ビール会社アンハイザー・ブッシュの販売を手がけるヘンスリー&カンパニー社の相続人
    - 孫：メーガン・マケイン （1984年 - ） - ジャーナリスト
    - 孫：ジョン（ジャック）・シドニー・マケイン4世（John “Jack” Sidney McCain IV 1986年 - ） - 2009年に海軍兵学校を卒業。
    - 孫：ジェームズ（ジミー）・マケイン（James “Jimmy” McCain 1988年 - ） - 海兵隊に所属。
    - 長男の養女：ブリジット・マケイン（Bridget McCain 1991年 - ） - 1993年にジョン・マケイン3世夫妻がバングラデシュから養女として迎えた娘。
- 次男 : ジョー・マケイン（1942年 - ） - 舞台俳優

2017年2月7日に105歳の誕生日を迎えた時点で孫が12人、曽孫が15人おり、2019年11月6日に娘ジーンが死去した時点で玄孫が6人いた。